# ناحیه الینگتون، دوج کانتی، مینه سوتا
ناحیه الینگتون (به انگلیسی: Ellington Township) یک منطقهٔ مسکونی در ایالات متحده آمریکا است که در شهرستان دوج، مینه‌سوتا واقع شده‌است.
 ناحیه الینگتون ۹۳٫۳ کیلومتر مربع مساحت و ۲۷۸ نفر جمعیت دارد و ۳۷۹ متر بالاتر از سطح دریا واقع شده‌است.